# Решель
Решель (пол. Reszel, нем. Rößel) — город в Польше, входит в Варминьско-Мазурское воеводство, Кентшинский повят. Административный центр городско-сельской гмины Решель. Занимает площадь 3,82 км². Население — 4896 человек (на 1 января 2013 года).

## География
Город лежит на северном склоне Балтийской моренной гряды, переходящем в низменность долины реки Лава (приток Преголи). Физико-географический мезорегион — Мронговское поозёрье, макрорегион — Мазурское поозёрье. Стоит на возвышенном берегу реки Зайны. Узел второстепенных дорог. 20 км западнее проходит шоссе 57 (Бартошице-Щитно). Центр воеводства Ольштын находится в 55 километрах к юго-востоку.

## Известные уроженцы
- Кухшмальц, Франц (?—1457) — епископ Вармии (1424—1457)
- Виллих, Йодокус (1501—1552) — немецкий медик, филолог, энциклопедист
- Здунк, Барбара (1769—1811) — последняя женщина, казненная в Европе как ведьма
- Диндер, Юлиуш Юзеф (1830—1890) — архиепископ митрополит Познанский и Гнезненский, примас Польши в 1886—1890 годах.
- Борис, Исидор (р. 19.11.1965) — польский скульптор

## Достопримечательности
- Замок Рёссель